# 슈쿠인 정류장
슈쿠인 정류장(일본어: 宿院停留場, しゅくいんていりゅうじょう)은 일본 오사카부 사카이시 사카이구에 있는 한카이 전기 궤도의 정류장이다. 역 번호는 HN23이다.
피닉스대로(국도 제26호선) 사거리에 위치하고 있다. 역명의 유래는 역 남동쪽에 있는 "슈쿠인통구"에서 유래하였다.

## 역사
- 1912년
  - 3월 5일: 한카이 전기 궤도 개업으로 영업 개시.
  - 4월 1일: 오하마 선(당역 ~ 수족관 앞) 개업.
- 1915년 6월 21일: 회사 합병으로 난카이 철도의 역이 됨.
- 1944년 6월 1일: 회사 합병으로 긴키 닛폰 철도의 역이 됨.
- 1947년 6월 1일: 노선 양도로 인하여 난카이 전기철도의 역이 됨.
- 1949년 3월 3일: 전재로 불통이 된 오하마 선이 휴지.
- 1980년
  - 오하마 선 정식 폐지.
  - 12월 1일: 노선 양도로 인하여 한카이 전기 궤도의 정거장이 됨.
- 2016년 1월 31일: 정류장 이전 등이 실시되고 오하마 공원 "조수 물"의 건물 디자인을 본떠 지붕도 설치됨.

## 정류장 구조
오미치스지 중앙부에 위치하고 단선 승강장의 구조이지만 일반적인 상대식 승강장과 달리 승강장이 선로 옆과 선로 가운데에 하나씩 있는 구조로 배치되어 있다. 하마데라에키마에 방면 플랫폼이 슈쿠인초히가시 1초에, 에비스초 방면 플랫폼이 오마치히가시 1초에 위치한다.
과거, 슈쿠인 사거리 남서쪽에는 정기권 발매소가 있어 사카이 시의 한카이선의 기간역이었지만 현재는 다른 사카이 시내 역과 동격이다.
2015년내, 정류장의 개수로 역의 이설, 정류장 확장, 오하마 선으로 연결된 오하마 공원 "조수 물"의 건물 디자인을 본떠 지붕의 채용 등이 실시되었다.

## 역 주변
- 센노 리큐 다도관
- 다도 체험 시설
- 요사노 아키코 기념관
- 사카이 보건 센터
- 이요 은행 사카이 지점
- 오사카 신용 금고 슈쿠인 지점
- 센노 리큐 집터
- 요사노 아키코 생가 흔적・노래비
- 겐폰지
- 쇼운지
- 슈쿠인통구
- 아구치 신사
- 사카이야마노쿠치 상점가
- 피닉스 대로(일본의 도자 100선)

## 사진

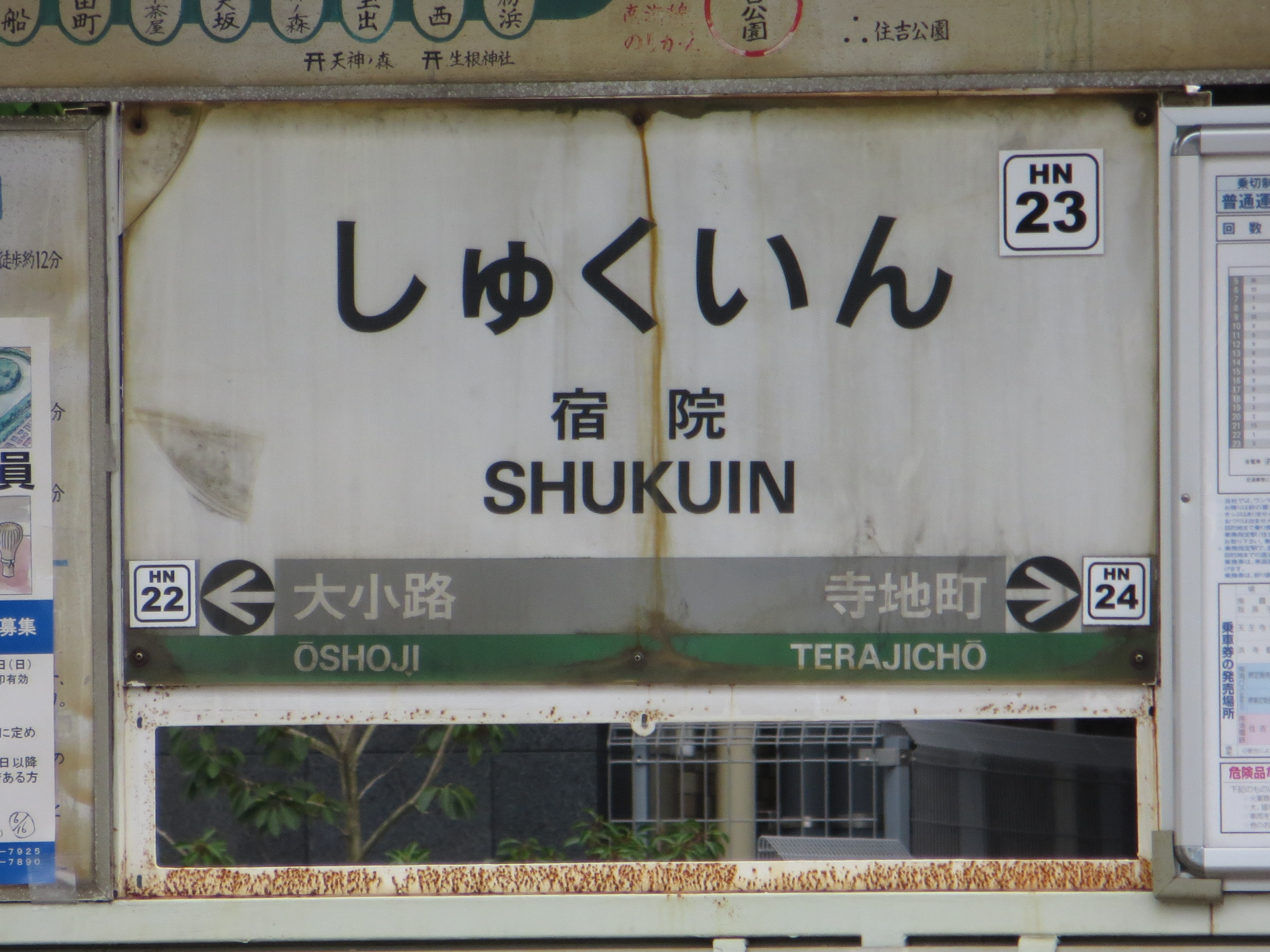
역명판

## 인접역
| 한카이 전기 궤도 ■ 한카이 선 | 한카이 전기 궤도 ■ 한카이 선 | 한카이 전기 궤도 ■ 한카이 선        |
| ---------------------------- | ---------------------------- | ----------------------------------- |
| HN22 오쇼지 에비스초 방면    |                              | 데라지초 HN24 하마데라에키마에 방면 |